# Bệnh Parkinson
Bệnh Parkinson (PD), hoặc đơn giản là Parkinson là một rối loạn thoái hóa lâu dài của hệ thần kinh trung ương, ảnh hưởng chủ yếu đến hệ thống vận động. Các triệu chứng thường xuất hiện từ từ và khi bệnh nặng hơn, các triệu chứng không vận động trở nên phổ biến hơn. Các triệu chứng ban đầu rõ ràng nhất là run, cứng nhắc, chậm vận động và đi lại khó khăn, nhưng các vấn đề về nhận thức và hành vi cũng có thể xảy ra. Sa sút trí tuệ do bệnh Parkinson trở nên phổ biến trong giai đoạn tiến triển sau đó của bệnh. Trầm cảm và lo lắng cũng phổ biến, xảy ra ở hơn một phần ba số người bị bệnh này. Các triệu chứng khác bao gồm các vấn đề về giác quan, giấc ngủ và cảm xúc. Các triệu chứng vận động chính được gọi chung là " parkinsonism ", hoặc "hội chứng parkinson".
Trong khi nguyên nhân của bệnh Parkinson chưa được biết rõ, nó được cho là liên quan đến cả yếu tố di truyền và môi trường. Những người có thành viên gia đình bị ảnh hưởng có nhiều khả năng mắc bệnh hơn. Cũng có nguy cơ tăng ở những người tiếp xúc với một số loại thuốc trừ sâu và những người đã từng bị chấn thương đầu, trong khi nguy cơ này giảm ở những người hút thuốc lá và uống cà phê hoặc trà. Các triệu chứng vận động của kết quả bệnh từ cái chết của các tế bào trong nigra substantia, một vùng của não giữa, dẫn đến sự thiếu hụt dopamine. Nguyên nhân của việc chết tế bào này vẫn chưa được hiểu rõ, nhưng nó liên quan đến sự tích tụ của các protein thành thể Lewy trong tế bào thần kinh.
Chẩn đoán các ca bệnh điển hình chủ yếu dựa vào các triệu chứng, với các xét nghiệm như hình ảnh thần kinh được sử dụng để loại trừ các bệnh khác. Bệnh Parkinson thường xảy ra ở những người trên 60 tuổi, trong đó khoảng một phần trăm bị ảnh hưởng. Nam giới thường bị ảnh hưởng nhiều hơn nữ giới với tỷ lệ khoảng 3: 2. Khi nó xuất hiện ở những người trước 50 tuổi, nó được gọi là bệnh Parkinson khởi phát sớm. Vào năm 2015, bệnh Parkinson đã ảnh hưởng đến 6,2 triệu người và dẫn đến khoảng 117.400 ca tử vong trên toàn cầu. Tuổi thọ trung bình sau khi chẩn đoán là từ 7 đến 15 năm.
Không có cách chữa trị cho bệnh Parkinson; điều trị chỉ nhằm mục đích cải thiện các triệu chứng của nó. Điều trị ban đầu thường là bằng thuốc levodopa (L-DOPA), sau đó là thuốc chủ vận dopamine khi levodopa trở nên kém hiệu quả hơn. Khi bệnh tiến triển, các loại thuốc này trở nên kém hiệu quả hơn, đồng thời gây ra tác dụng phụ do các cử động cơ không tự chủ gây ra. Chế độ ăn uống và một số hình thức phục hồi chức năng đã cho thấy một số hiệu quả trong việc cải thiện các triệu chứng. Phẫu thuật đặt vi điện cực để kích thích não sâu đã được sử dụng để giảm các triệu chứng vận động trong những trường hợp nghiêm trọng mà thuốc tỏ ra không hiệu quả. Bằng chứng cho các phương pháp điều trị các triệu chứng không liên quan đến vận động của bệnh Parkinson, chẳng hạn như rối loạn giấc ngủ và các vấn đề về cảm xúc, là ít mạnh mẽ hơn.
Căn bệnh này được đặt theo tên của bác sĩ người Anh James Parkinson, người đã xuất bản mô tả chi tiết của căn bệnh lần đầu tiên trong tác phẩm An Essay on the Shaking Palsy, vào năm 1817. Các chiến dịch nâng cao nhận thức cộng đồng bao gồm Ngày Parkinson Thế giới (vào ngày sinh của James Parkinson, 11 tháng 4) và sử dụng hoa tulip đỏ làm biểu tượng của căn bệnh này. Những người bị Parkinson đã nâng cao nhận thức của công chúng về tình trạng này bao gồm võ sĩ quyền anh Muhammad Ali, diễn viên Michael J. Fox, vận động viên đua xe đạp Olympic Davis Phinney và diễn viên Alan Alda.

## Phân loại
Những khó khăn về cử động của bệnh Parkinson được gọi là parkinsonism, được định nghĩa là rối loạn vận động (sự chậm chạp trong việc bắt đầu các chuyển động cố ý với tốc độ giảm dần và phạm vi các hành động lặp đi lặp lại như gõ ngón tay cố ý) kết hợp với một trong ba thể chất khác các dấu hiệu: cứng cơ, run rẩy khi nghỉ ngơi và rối loạn tiền đình. Một số rối loạn khác nhau có thể có các vấn đề về vận động kiểu parkinson.
Bệnh Parkinson là dạng phổ biến nhất của parkinsonism và đôi khi được gọi là "bệnh parkinson vô căn", có nghĩa là bệnh parkinson không có nguyên nhân xác định. Các nguyên nhân có thể xác định được của bệnh parkinson bao gồm độc tố, nhiễm trùng, tác dụng phụ của thuốc, rối loạn chuyển hóa và các tổn thương não như đột quỵ. Một số rối loạn thoái hóa thần kinh cũng có thể xuất hiện cùng với bệnh parkinson và đôi khi được gọi là hội chứng " parkinson không điển hình" hoặc "Parkinson plus" (bệnh parkinson cộng với một số đặc điểm khác phân biệt chúng với PD). Chúng bao gồm việc teo nhiều hệ thống, liệt siêu nhân tiến triển, thoái hóa corticobasal, và sa sút trí tuệ với thể Lewy (DLB).
Bệnh Parkinson được chia thành 4 nhóm chính dựa trên các nguyên nhân gây bệnh: nhóm bệnh thứ cấp hoặc tự phát (không biết rõ nguyên nhân), nhóm sơ cấp (có nguyên nhân), nhóm bệnh do di truyền, nhóm bệnh Parkinson kết hợp chung với những thoái hóa nhiều hệ thống. Trong đó nhóm tự phát chiếm phần lớn các ca bệnh.

## Các dấu hiệu và triệu chứng

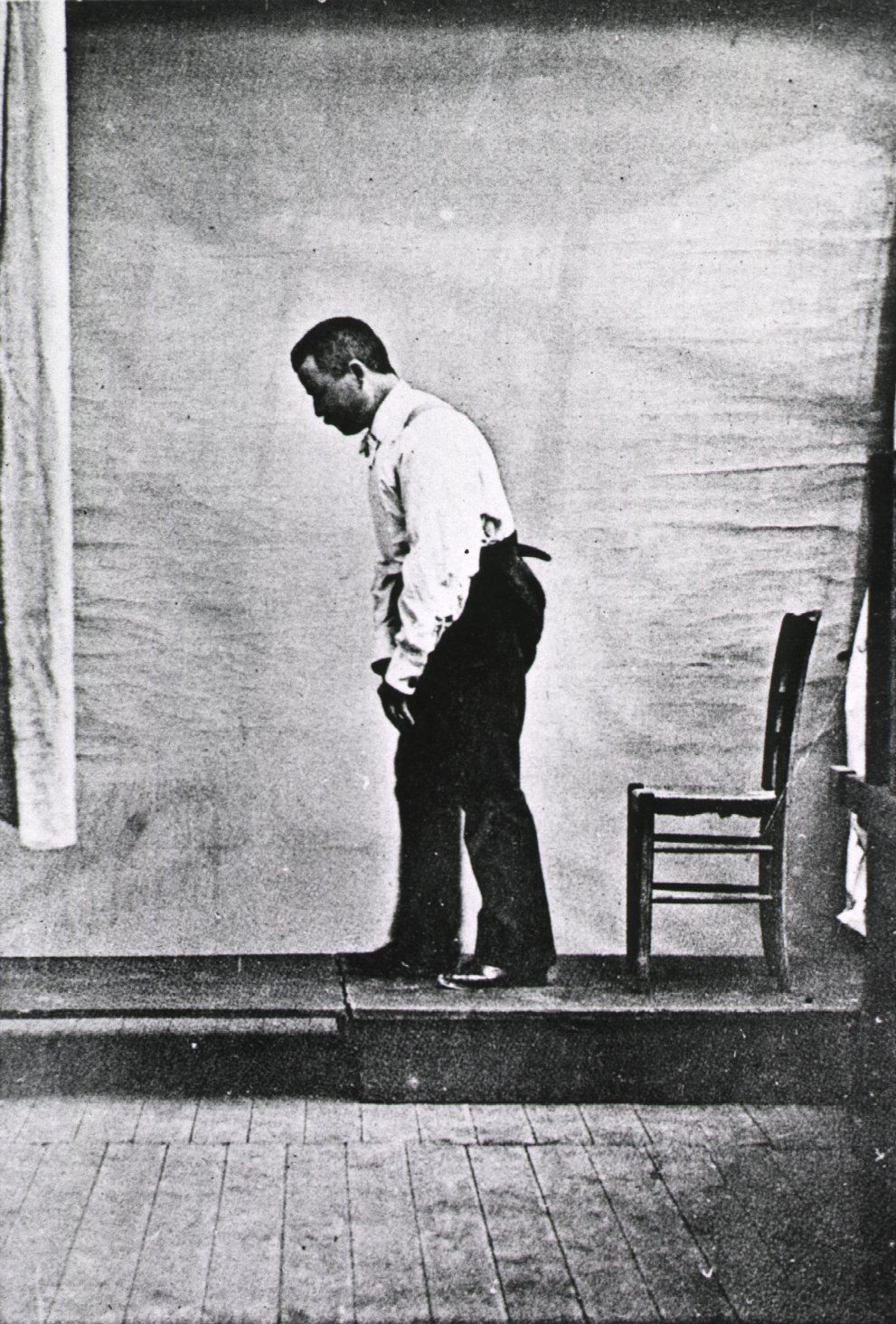
Hình chụp bệnh nhân Parkinson vào năm 1892 cho thấy một tư thế đi bộ uốn cong. Ảnh xuất hiện trong de la Nouvelle Iconographie Salpètrière, vol. 5.

Bệnh Parkinson thường có các dấu hiệu về giảm thiểu chức năng vận động cơ học, ngoài ra còn có một số triệu chứng khác như rối loạn chức năng tự trị, có vấn đề về nhận thức, mất ngủ...

### Triệu chứng về vận động

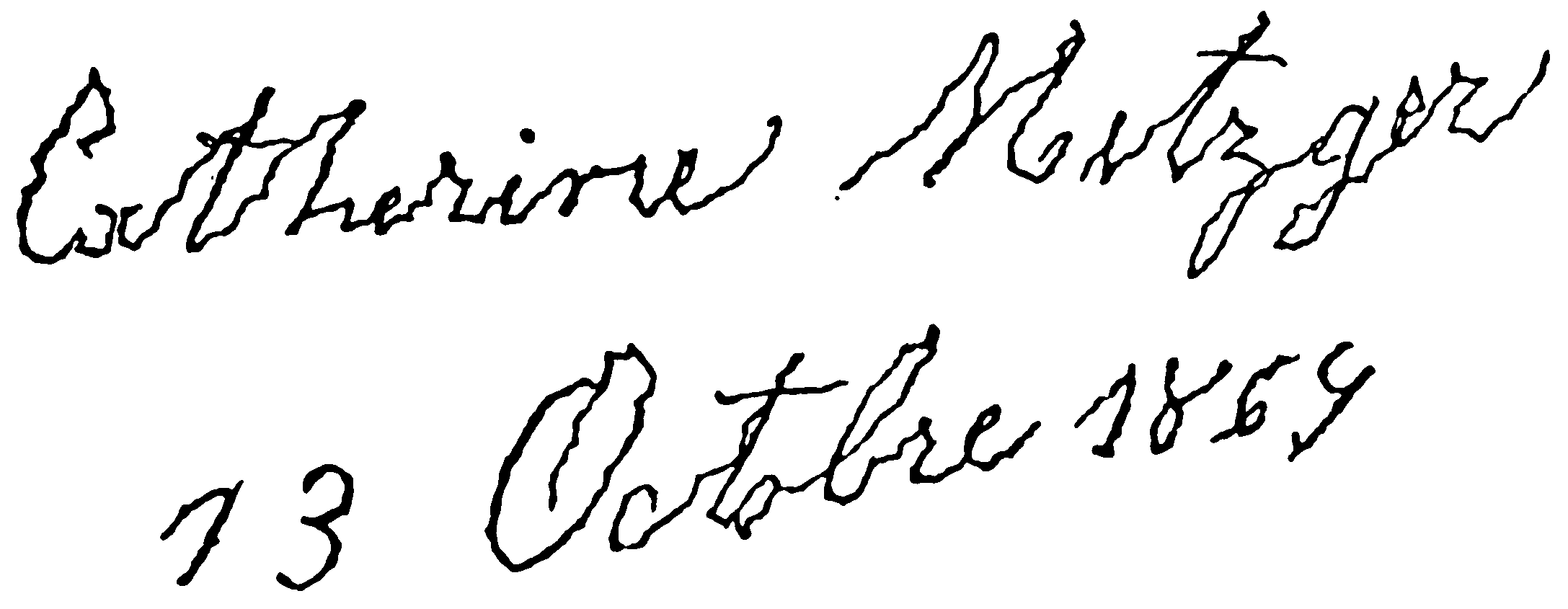
Chữ viết tay của một bệnh nhân Parkinson

Bệnh thường xuất hiện bốn triệu chứng về vận động: run, cứng, chậm chạp (Bradykinesia), và tư thế bất ổn định. Mặc dù khoảng 30% bệnh nhân không xuất hiện run trong thời gian đầu, nhưng đặc điểm này sau đó cũng sẽ bộc phát khi bệnh tiến triển. Triệu chứng cứng người là do cơ bắp và xương bị cứng dần, có thể kèm theo đau khớp. Di chuyển chậm chạp là đặc tính lâm sàn đặc trưng nhất của bệnh Parkinson. Trong giai đoạn cuối, bệnh sẽ xuất hiện các chứng bất ổn định về tư thế dẫn đến mất cân bằng và té ngã.

### Triệu chứng về thần kinh
Bệnh Parkinson gây ra một số rối loạn trung khu thần kinh, trong đó bao gồm chủ yếu là nhận thức, tâm trạng và các vấn đề hành vi. Rối loạn nhận thức trong một số trường hợp có thể xảy ra ngay cả trong giai đoạn đầu của bệnh. Một tỷ lệ rất cao người bệnh sẽ có suy giảm nhận thức nhẹ.

### Các triệu chứng khác
Ngoài các triệu chứng về nhận thức và vận động, PD có thể làm giảm nhiều chức năng cơ thể khác. Bệnh có thể có các biểu hiện như buồn ngủ ban ngày, rối loạn trong giấc ngủ hoặc mất ngủ. Ngoài ra người bệnh có thể có các triệu chứng như hạ huyết áp, da nhờn và viêm da tiết bã, đổ mồ hôi quá nhiều, tiểu không tự chủ và chức năng tình dục thay đổi, táo bón. PD cũng gây ra các bất thường về mắt như tỷ lệ nháy mắt giảm, dẫn đến kích thích bề mặt mắt, những bất thường trong việc nhìn theo một vật hoặc chuyển mục tiêu nhìn đột ngột và hạn chế trong việc nhìn lên. Thay đổi trong cảm quan bao gồm giảm các cảm giác về mùi, cảm giác đau, dị cảm.